# Escaño (E)
El destructor Escaño (E) era un destructor de la Armada Española perteneciente a la clase Churruca que participó en la guerra civil en el bando republicano. Recibía su nombre en honor a Antonio de Escaño García, teniente general de la Armada, nacido en Cartagena en 1752 y fallecido en Cádiz en 1814.

## Historia

### Guerra civil
Al iniciarse la guerra civil española, el Escaño estaba en Cartagena en su fase final de construcción. Se le destacó al norte y volvió con el resto de la flota. Participó en la batalla de Cherchell.
El 17 de septiembre de 1937, mientras escoltaba a los transportes Jaime II y JJ Sister, junto a los destructores Almirante Antequera, Gravina y Sánchez Barcáiztegui, mantuvieron un enfrentamiento con el Canarias, que consiguió un impacto en el Barcáiztegui. El Escaño, antes de esta acción, había sido averiado por un bombardéo aéreo.
El 5 de marzo de 1939 tras la sublevación en la ciudad, partió de Cartagena junto con el grueso de la escuadra republicana con rumbo a Bizerta, Túnez, a donde llegó el 11 de marzo.
Al día siguiente se solicitó el asilo político por parte de los tripulantes, y los buques quedaron internados bajo la custodia de unos pocos tripulantes españoles en cada unidad. El resto de las dotaciones fue conducida a un campo de concentración en la localidad de Meheri Zabbens.
El 31 de marzo de 1939 llegó a Bizerta, a bordo de los transportes Mallorca y Marqués de Comillas, el personal de la marina nacional que debería hacerse cargo de los buques internados.

### Tras la guerra civil
El día 2 de abril, tan sólo 24 horas después de darse oficialmente por concluida la contienda civil, los buques que lucharon por la República, se hacen a la mar con rumbo hacia el puerto de Cádiz, donde llegan a últimas horas del día 5.
El 7 de diciembre de 1957, una flota compuesta por el crucero Canarias, el crucero Méndez Núñez, y los cinco destructores Churruca, Almirante Miranda, Escaño, Gravina y José Luis Díez de la clase Churruca se apostaron en zafarrancho de combate frente al puerto de Agadir y apuntaron con sus piezas diversos objetivos de dicho puerto.

### Buques de la clase
- ARA Cervantes
- ARA Juan de Garay
- Sánchez Barcáiztegui
- José Luis Díez
- Almirante Ferrándiz
- Lepanto
- Churruca
- Alcalá Galiano
- Almirante Valdés
- Almirante Antequera
- Almirante Miranda
- Císcar
- Gravina
- Jorge Juan
- Ulloa

### Buques similares
- Clase Scott

### Listas relacionadas
- Anexo:Destructores de España